# William Lawson
Pour les articles homonymes, voir Lawson.
William Lawson, né le 2 juin 1774 à Finchley et mort le 16 juin 1850 à Prospect (Nouvelle-Galles du Sud), est un officier, explorateur, propriétaire foncier, éleveur et homme politique britannique.
Il s'installe à Sydney, en Nouvelle-Galles du Sud en 1800. Avec Gregory Blaxland et William Wentworth, il effectue la première traversée réussie par des colons britanniques des Montagnes Bleues.

## Biographie
Né à Finchley dans le Middlesex, il est le fils de John Lawson et de sa seconde épouse Hannah Summers. Son père possède une entreprise prospère de réserve à bougies et est un descendant de la famille écossaise Lawson de Cairnmuir House dans les Pentland Hills d'Édimbourg, en Écosse,.
Il fait ses études à Londres et suit une formation d'arpenteur. Il décide de rejoindre l'armée britannique et achète une commission dans le New South Wales Corps comme enseigne pour 300 £ en 1799. Il est transféré à Sydney et y arrive en novembre 1800.
Peu de temps après son arrivée à Sydney, il est affecté à la colonie pénitentiaire de l'île Norfolk sous la direction du major Joseph Foveaux. À cette époque, une insurrection planifiée de prisonniers et de soldats irlandais sur l'île est découverte, Foveaux suspendant deux meneurs présumés sans procès et punissant les autres de 500 coups de fouet. Lawson gagne la confiance de Foveaux et est nommé juge devant le tribunal militaire de l'île. Ce tribunal est accusé de pratiques de corruption et dans une affaire très médiatisée que Lawson a aidé à présider, une personne nommée à un poste gouvernemental que Foveaux n'aimait pas a été reconnue coupable d'inceste,.
En plus de ses fonctions militaires sur l'île Norfolk, Lawson a également acquis des terres et élevé des moutons. Il a également obtenu une maîtresse condamnée nommée Sarah Leadbeater, qui avait été condamnée à 7 ans de prison pour vol de vêtements. Il développe une relation à long terme avec Sarah, l'épousant finalement en 1812 et ayant onze enfants avec elle,.
En 1806, il retourne à Sydney et est promu au grade de lieutenant dans le New South Wales Corps. Il devient un proche associé des principaux officiers, dont le capitaine John Macarthur et le lieutenant-colonel George Johnston. Ces officiers contrôlent dans la colonie un monopole très lucratif centré sur le commerce du rhum, et le New South Wales Corps est appelé le « Rum Corps » en raison de ce racket corrompu. Lawson devient partie intégrante du trafic.
En janvier 1808, lorsque le gouverneur Bligh fait arrêter John Macarthur pour sédition contre le gouvernement colonial, Lawson est l'un des six officiers nommés pour aider à superviser son procès. De connivence avec Macarthur, Lawson et les autres officiers refusent de reconnaître la légitimité du juge qui préside, prennent possession des documents judiciaires et font retirer Macarthur de la garde du tribunal. Lorsque Bligh ordonne à Lawson et aux autres officiers de mettre fin à leur ingérence dans le procès, ils refusent, ce qui conduit Bligh à les accuser de trahison. Macarthur, Johnston, Lawson et les autres officiers et soldats du « Rum Corps » ont ensuite collaboré à une mutinerie armée contre le gouverneur Bligh, connue sous le nom de Révolte du rhum. Ce coup d'État militaire aboutit à l'arrestation et au retrait du pouvoir de Bligh, ainsi qu'à l'installation d'une junte militaire dirigée par Macarthur et Johnston.
Pour son aide dans la rébellion, Lawson reçoit le rôle d'aide de camp de Johnston et une concession de terre de 500 acres à Prospect
.
En 1809, Lawson est nommé par l'administration rebelle commandant de la colonie pénitentiaire de Newcastle (Coal River), à l'embouchure du fleuve Hunter. Il y a auparavant occupé le poste de commandant par intérim pendant une brève période en 1807,.
À Newcastle, Lawson est responsable de plusieurs prisonniers politiques de haut niveau qui ont été arrêtés et transportés au pénitencier pour avoir soutenu Bligh. Il s'agit notamment de Henry Browne Hayes (en), un riche propriétaire du domaine de Vaucluse, à l'est de Sydney, et de George Crossley, qui est le principal conseiller juridique de Bligh. Lawson s'est assuré que ces prisonniers, qu'il appele « la foule de Bligh », travaillent aussi dur que les condamnés ordinaires à creuser du charbon et à ramasser des coquillages.
Lorsque Hayes est assigné à résidence à Vaucluse pour des raisons de santé, Lawson le fait de nouveau arrêter violemment et ordonne le saccage de sa maison pour non-respect des conditions de sa libération conditionnelle. Hayes est renvoyé à Newcastle et Lawson publie un avis menaçant de 200 coups de fouet quiconque aiderait Hayes.
Avec l'arrivée du gouverneur Lachlan Macquarie à la fin de 1809, l'administration rebelle de Macarthur et Johnston est dissoute. Macquarie ordonne à Lawson de libérer les prisonniers politiques de Newcastle qui soutenaient Bligh et, le 10 janvier 1810, Lawson est remplacé comme commandant par le lieutenant John Purcell.
À sa libération, George Crossley intente une action en justice au civil contre Lawson et plusieurs autres officiers du « Rum Corps » pour séquestration. Lors d'un procès en avril 1810, Lawson est reconnu coupable d'emprisonnement injustifié de Crossley et est condamné à contribuer aux frais et à verser 500 £ (réduits à 300 £ en appel) à Crossley.
Macquarie fait ensuite envoyer Lawson en Angleterre pour agir comme témoin devant la cour martiale contre Johnston pour son rôle principal dans la mutinerie et la trahison contre le gouverneur Bligh. Lawson reste en Angleterre jusqu'en 1812.

### Expéditions
Lawson retourne à Sydney en 1812 en tant que lieutenant dans la NSW Veteran's Company et est chargé du détachement stationné à Liverpool. Il commence à travailler à la construction d'un manoir sur sa concession de terre à Prospect qui finalement est achevé en 1821 et qu'il nomme Veteran Hall en l'honneur de son rôle dans la Compagnie des anciens combattants. Il s'intéresse également à la producteur de laine et recherche des terres à acquérir pour l'élevage de moutons.
Il commence l'exploration des Montagnes Bleues aux côtés de Blaxland et de William Charles Wentworth le 11 mai 1813. Il tiint un journal de l'expédition intitulé W Lawsons Narrative. Across Blue Mountains [sic]. Le 31 mai 1813, le groupe atteint le point le plus à l'ouest de leur expédition, enregistré sous le nom de Mount Blaxland, et contemple ce qui deviendra plus tard les plaines de Bathurst.
En février 1814, le gouverneur Macquarie offre des concessions de terres de 1 000 acres à chacun des trois explorateurs pour leur travail. Les subventions devaient être attribuées dans la région des plaines de Bathurst où ils s'étaient rendus. En 1815, Lawson accepte l'offre et emmène 100 têtes de bétail à travers les Montagnes Bleues et établit sa propriété du côté sud de la rivière Fish, près de sa jonction avec la rivière Macquarie. Ce faisant, Lawson devient le premier pasteur britannique à l’ouest des montagnes. Il nommé la propriété Macquarie,.
En 1819, Lawson est le plus important propriétaire de bétail et de terres de la région nouvellement colonisée à l'ouest des montagnes. Seule une poignée d’autres colons a été autorisée à s’installer dans cette zone autour de l’avant-poste gouvernemental de Bathurst. La même année, Charles Throsby, guidé par des autochtones, forme un sentier plus facile menant à Bathurst depuis Sydney et venant du sud. Le gouverneur Macquarie reconnait que davantage de colons se rendront désormais dans la région pour prendre des terres et qu'une administration plus formelle sera nécessaire à Bathurst. Il nomme donc Lawson, qui est encore lieutenant dans l'armée, commandant de la région de Bathurst en septembre 1819.
Alors que les Britanniques s'emparent de plus en plus de terres dans la région, la violence avec les habitants locaux de Wiradjuri est devenue apparente. En 1819, quatre Autochtones sont abattus à proximité de la propriété de Lawson, tandis qu'un des chevaux de Lawson est transpercé. En tant que commandant, Lawson commande toutes les troupes stationnées à l'ouest des Montagnes Bleues, mais il semble que ces soldats n'ont pas été utilisés à ce stade du conflit.
Alors qu'il est commandant de Bathurst, Lawson entreprend quatre expéditions en 1821 et 1822 pour trouver de bons pâturages au nord de cet avant-poste. À la suite des informations de James Blackman et guidé par un aborigène nommé Ering (Aaron), Lawson devient l'un des premiers hommes blancs à voyager le long des rivières Cudgegong et Talbragar. Il rencontre une quarantaine d'Autochtones rassemblés à Mudgee, écrivant que la région est l'un des plus beaux pâturages du monde. Il a également nommé la rivière Goulburn à proximité,.
Lawson s'empare plus tard de 5 000 acres de terres au nord-ouest de Mudgee et forme une autre grande propriété sur la rivière Talbragar.

### Guerre de Bathurst
À mesure que les Britanniques étendent leur conquête de terres, le conflit avec la population autochtone se poursuit. Près de Mudgee, en 1822, George Cox mène un combat au cours duquel environ six aborigènes sont abattus. L'un des éleveurs de Lawson a également été tué à Dirty Swamp la même année, mais Lawson a choisi de ne pas mobiliser l'armée. Cependant, en 1823, après qu'un groupe de raids aborigènes dirigé par un homme nommé « Jingler » s'est procuré des mousquets et des munitions et a réussi à bloquer l'expansion britannique, il décide d'ordonner la formation d'une patrouille composée de colons armés et de quatre soldats du 40e régiment. Il place également des soldats dans les propriétés des colons les plus réputés.
Il adopte toujours une position conciliante avec la population autochtone et semble avoir entretenu de bonnes relations avec au moins un clan local. Cependant, face à l'escalade de la violence, les autorités décident à la fin de 1823 de remplacer Lawson comme commandant de Bathurst par un vétéran de la guerre de la péninsule, le major James Morisset (en).
Au milieu de 1824, le conflit avec les Wiradjuri s'envenime, une centaine d'Autochtones, dont des femmes et des enfants, sont assassinés, tandis que vingt-deux Blancs sont tués. Les propriétés de Lawson dans la région sont attaquées, des centaines de ses moutons sont tués et quatre de ses employés meurent. Son fils, William Lawson Jr, admet que la situation est devenue une guerre et souhaite que les Wiradjuri puissent être exterminés. Cette guerre est connue sous le nom de guerre de Bathurst (Bathurst War (en)),.
En juillet 1824, Lawson et douze autres colons importants autour de Bathurst signent une pétition demandant l'envoi d'une force militaire importante pour soumettre les « indigènes ». En août, le gouverneur Thomas Brisbane oblige les colons en annonçant la loi martiale dans la région de Bathurst et ordonne au commandant Morisset de mettre en œuvre des mesures pour contrôler la situation. En septembre, Morisset organise une grande expédition militaire punitive composée de soldats du 40e Régiment et de colons armés, pour balayer la zone autour de Bathurst et de Mudgee. Lawson fournit les chevaux du groupe et commande l'une des quatre divisions de l'expédition,.
Officiellement, aucun bilan de cette campagne militaire n'a été enregistré, mais les témoignages de l'époque indiquent que de multiples massacres d'Autochtones ont eu lieu. La guerre de Bathurst s'est terminée en 1824 avec la révocation de la loi martiale et lorsque le chef de Wiradjuri, Windradyne, a demandé la paix,.
Après la guerre de Bathurst, Lawson prend sa retraite de l'armée britannique et se concentre sur l'acquisition de terres. Tout au long des années 1820 et 1830, il obtient d'autres vastes parcelles de terrain, notamment le long de la rivière Coolaburragundy et à Kurrajong. Dans les années 1840, il est devenu l'un des plus grands propriétaires terriens de la colonie, un puissant squatter possédant à son actif 150 000 acres, 84 000 moutons et 15 000 bovins. Il devient aussi un importateur de chevaux pur-sang et une identité importante dans les industries des courses de chevaux et de la chasse au renard,.
Il achève son manoir de Veteran Hall à Prospect, mais est toujours très actif dans la gestion de ses propriétés dans l'ouest. Des conflits entre les employés de Lawson et les autochtones au cours du processus de prise de ces terres sont parfois signalés, avec de graves violences lors de la saisie des terres le long de la rivière Barwon,.
Ses fils, William Junior et Nelson, deviennent également de grands propriétaires fonciers. William Junior épouse Caroline Icely, sœur du riche propriétaire Thomas Icely (en).
La richesse que Lawson a obtenue grâce à l'industrie pastorale repose sur l'utilisation d'une main-d'œuvre bon marché. Les condamnés étaient assignés à Lawson comme de véritables esclaves, ceux qui s'enfuyaient étaient parfois punis de 100 coups de fouet avant d'être renvoyés dans ses propriétés. Avec la fin du transport des condamnés vers la Nouvelle-Galles du Sud dans les années 1840, Lawson a fortement plaidé en faveur de l'importation de main-d'œuvre coolie étrangère bon marché. En 1841, il obteint des travailleurs du Chili, mais il lui est interdit de faire venir des « coolies des collines » d'Inde. Lawson a également présidé des réunions en faveur de la reprise du transport des condamnés et a également employé des coolies chinois importés, qui se sont enfuis en raison de mauvaises rations et d'un sous-paiement,,.

### Politique
En 1843, il choisit d'entrer en politique et est élu au Conseil législatif de Nouvelle-Galles du Sud pour le comté de Cumberland en tant que représentant du parti aristocratique. Il reste député jusqu'en 1848.
Il meurt dans son domaine de Veteran Hall à Prospect, le 16 juin 1850 et est enterré au cimetière de Saint-Barthélemy.

## Postérités
- La ville de Lawson a été nommée en son honneur.
- Après sa mort, Veteran Hall est acquis par le Metropolitan Water Board (en) et la plupart de la propriété concédée est depuis submergée par les eaux du Prospect Reservoir. La maison est démolie en 1926.
- Son fils Nelson Lawson (en) lui succède à son siège au Conseil législatif de la Nouvelle-Galles du Sud. Sa fille Susanna Caroline Lawson épouse John Rendell Street (en), fondateur de la dynastie Street[3].
- En 1963, Lawson est honoré, avec Blaxland et Wentworth, sur un timbre-poste émis par l'Australia Post représentant la traversée des Blue Mountains[27].